# Helastia cymozeucta
Helastia cymozeucta är en fjärilsart som först beskrevs av Edward Meyrick 1913a.  Helastia cymozeucta ingår i släktet Helastia och familjen mätare. Inga underarter finns listade i Catalogue of Life.